# Rembrandt
Rembrandt Harmenszoon van Rijn, meglio noto semplicemente come Rembrandt (/ˈrɛmbrɑnt ˈhɑrmənsˌzoːn vɑn rɛɪ̯n/; Leida, 15 luglio 1606 – Amsterdam, 4 ottobre 1669), è stato un pittore e incisore olandese.
Viene generalmente considerato uno dei più grandi pittori della storia dell'arte europea e il più importante di quella olandese. Il suo periodo di attività coincide con quello che gli storici definiscono l'età dell'oro olandese.
Dopo aver ottenuto un grande successo fin da giovane come pittore ritrattista, i suoi ultimi anni furono segnati da tragedie personali e difficoltà economiche. I suoi disegni e dipinti furono popolari già durante la sua vita, la sua reputazione rimase alta e per vent'anni fu maestro di quasi tutti i più importanti pittori olandesi. I più grandi trionfi creativi di Rembrandt sono evidenti specialmente nei ritratti dei suoi contemporanei, nei suoi autoritratti e nelle illustrazioni di scene tratte dalla Bibbia. 
Sia nella pittura che nella stampa egli esibì una completa conoscenza dell'iconografia classica che modellò per adattarla alle proprie esigenze. Così, la rappresentazione di scene bibliche era costituita dalla sua conoscenza dei relativi testi, dall'influenza delle tematiche classiche e dall'osservazione della popolazione ebraica di Amsterdam. Per la sua comprensione della condizione umana, inoltre, fu definito "uno dei grandi profeti della civiltà".

## Biografia

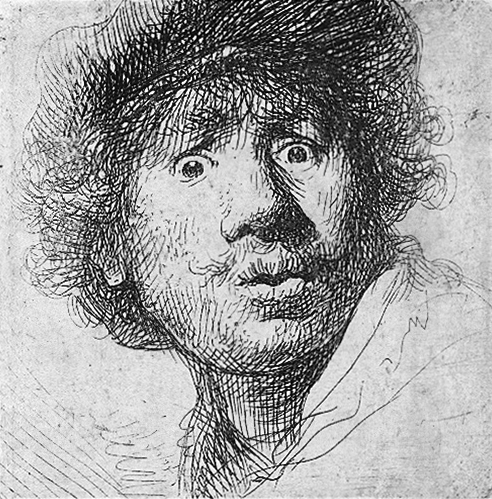
Autoritratto con berretto a bocca aperta, incisione, 1630.

Rembrandt Harmenszoon van Rijn nacque il 15 luglio 1606 a Leida nei Paesi Bassi. Era il quarto di sei figli sopravvissuti all'infanzia su dieci complessivi avuti dalla madre Neeltje Willemsdochter van Suydbroeck. La sua era una famiglia benestante nonostante il padre Harmen Gerritszoon van Rijn fosse un mugnaio e la madre la figlia di un fornaio (è dimostrato dai testamenti dei genitori deceduti rispettivamente nel 1630 e nel 1640). Da ragazzo frequentò la scuola di latino e si iscrisse quindi all'Università di Leida, anche se secondo un contemporaneo mostrava già un grande talento per la pittura: ben presto venne messo a bottega da uno dei pittori storici di Leida, Jacob Isaaczoon van Swanenburg. Dopo un breve ma importante periodo di apprendistato ad Amsterdam con il celebre pittore Pieter Lastman, Rembrandt aprì uno studio a Leida, che condivise con l'amico e collega Jan Lievens. Nel 1627 Rembrandt iniziò ad accettare a sua volta degli apprendisti, tra i quali Gerrit Dou.
Nel 1629 Rembrandt fu scoperto dallo statista e poeta Constantijn Huygens, il padre di Christiaan Huygens (un celebre matematico e fisico olandese), che gli procurò importanti commissioni da parte della corte reale dell'Aja. Grazie a questo contatto, il principe Frederik Hendrik continuò ad acquistare dipinti di Rembrandt fino al 1646.
Entro il 1631 Rembrandt si era creato una così buona reputazione da ricevere numerosi incarichi ad Amsterdam per la realizzazione di ritratti. Di conseguenza si trasferì in quella città andando ad abitare nella casa del mercante d'arte Hendrick van Uylenburgh. Questo trasferimento fu alla fine causa del suo matrimonio con la cugina di Hendrick, Saskia van Uylenburgh. Si trattò probabilmente di un matrimonio contratto sia per amore che per un avveduto calcolo economico: Saskia proveniva infatti da un'ottima famiglia e suo padre era stato avvocato e burgemeester (sindaco) di Leeuwarden. Quando Saskia, che era la sorella minore, era rimasta orfana era andata a vivere con la sorella maggiore a Het Bildt. Si sposarono nella chiesa locale, senza che i parenti fossero presenti.

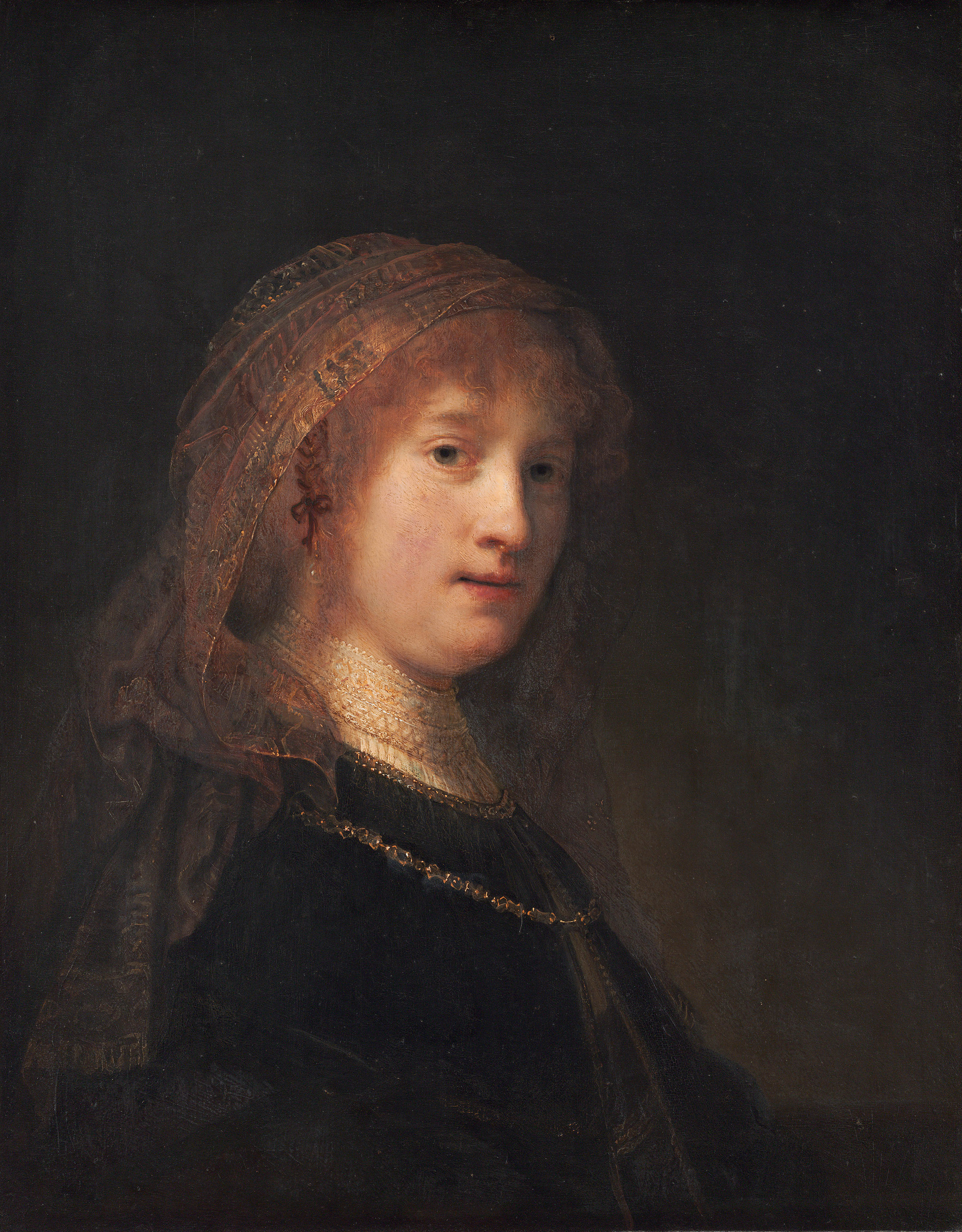
Ritratto di Saskia van Uylenburgh, ca. 1635.

Nel 1639 Rembrandt e Saskia si trasferirono in una bella casa nel quartiere ebraico, che è stata poi trasformata nel museo Rembrandthuis. Fu lì che Rembrandt spesso fece posare i suoi vicini ebrei per usarli come modelli per i quadri che rappresentavano scene dell'Antico Testamento. Anche se le cose andavano bene sotto il profilo economico, la coppia dovette affrontare diverse difficoltà personali: loro figlio Rumbartus morì nel 1635 solo due mesi dopo la nascita e nel 1638 morì invece a solo tre settimane la figlia Cornelia. Nel 1640 anche una seconda figlia, anch'essa chiamata Cornelia, morì a neppure un mese di vita. Solo il loro quarto figlio, Titus nato nel 1641, riuscì a sopravvivere ed a raggiungere l'età adulta. Saskia morì nel 1642 poco dopo la nascita di Titus, probabilmente di tubercolosi. I disegni dell'artista che la ritraggono malata sul letto di morte sono senz'altro tra le sue opere più commoventi.
Durante la malattia di Saskia venne assunta una certa Geertje Dircx come balia di Titus ed infermiera, ed è possibile che sia diventata anche l'amante di Rembrandt. In seguito accusò il pittore di non aver mantenuto una promessa di matrimonio e Rembrandt la fece rinchiudere in un manicomio di Gouda dopo che la donna aveva tentato di vendere i gioielli appartenuti a Saskia che il pittore le aveva affidato.
Verso la fine del decennio del 1640 Rembrandt iniziò una relazione con Hendrickje Stoffels, molto più giovane di lui, che all'inizio era stata la sua domestica. Nel 1654 ebbero una figlia, Cornelia, fatto che attirò sulla testa di Hendrickje un rimprovero ufficiale della Chiesa riformata olandese perché "viveva nel peccato". La coppia veniva considerata legalmente sposata dalla legge civile, ma in effetti Rembrandt non sposò Henrickje, per non perdere il controllo di un fondo istituito in favore di Titus per volontà della madre. Rembrandt, a differenza della compagna, non fu però convocato ad apparire davanti al consiglio della Chiesa riformata perché non ne faceva parte. Tuttavia Rembrandt era indebitato con alcuni degli anziani della chiesa e quindi ne subì comunque le indirette pressioni. Va ad onore di Henrickje che nonostante tutto si rifiutò di lasciare l'artista.
Rembrandt viveva al di sopra dei propri mezzi, comprando opere d'arte (talvolta riacquistando ad un prezzo superiore i suoi stessi lavori), stampe (spesso usate nei suoi dipinti) ed oggetti rari, abitudine che probabilmente lo condusse alla bancarotta nel 1656. Il suo stato di insolvenza fece sì che la maggior parte dei suoi dipinti e dei suoi oggetti di antiquariato finirono per essere messi all'asta. Fu costretto anche a vendere la propria casa e il suo torchio da stampa, trasferendosi in un'abitazione più modesta nella zona di Rozengracht. Lì Hendrickje e Titus fondarono una società, dando a Rembrandt un impiego e proteggendolo dai creditori. Nel 1661 fu ingaggiato per completare le decorazioni del palazzo comunale di nuova costruzione, ma morì prima di completare il lavoro.
Rembrandt sopravvisse sia a Hendrickje, morta probabilmente di peste nel 1663, che a Titus: questi si era sposato da un anno con Magdalena Van Loo, da cui aveva avuto una bambina, Titia; la stessa Magdalena morirà poco prima del pittore che morì un anno dopo il figlio, il 4 ottobre 1669 ad Amsterdam a 63 anni, e fu sepolto in una tomba anonima nella Westerkerk.

## Le opere
In una lettera ad un committente, Rembrandt fornisce l'unica spiegazione giunta fino a noi di quale obiettivo si proponesse di raggiungere attraverso la sua arte: "Il movimento più grande e naturale", traduzione di "die meeste ende di naetuereelste beweechgelickheijt". La parola beweechgelickheijt potrebbe anche significare "emozione" o "causa prima". Se Rembrandt con questa affermazione si riferisse ad un obiettivo materiale o ad obiettivi altri e superiori è una questione ancora aperta alle interpretazioni. In ogni caso Rembrandt è riuscito a fondere gli aspetti terreni e quelli spirituali come nessun altro pittore nella cultura occidentale è riuscito a fare.

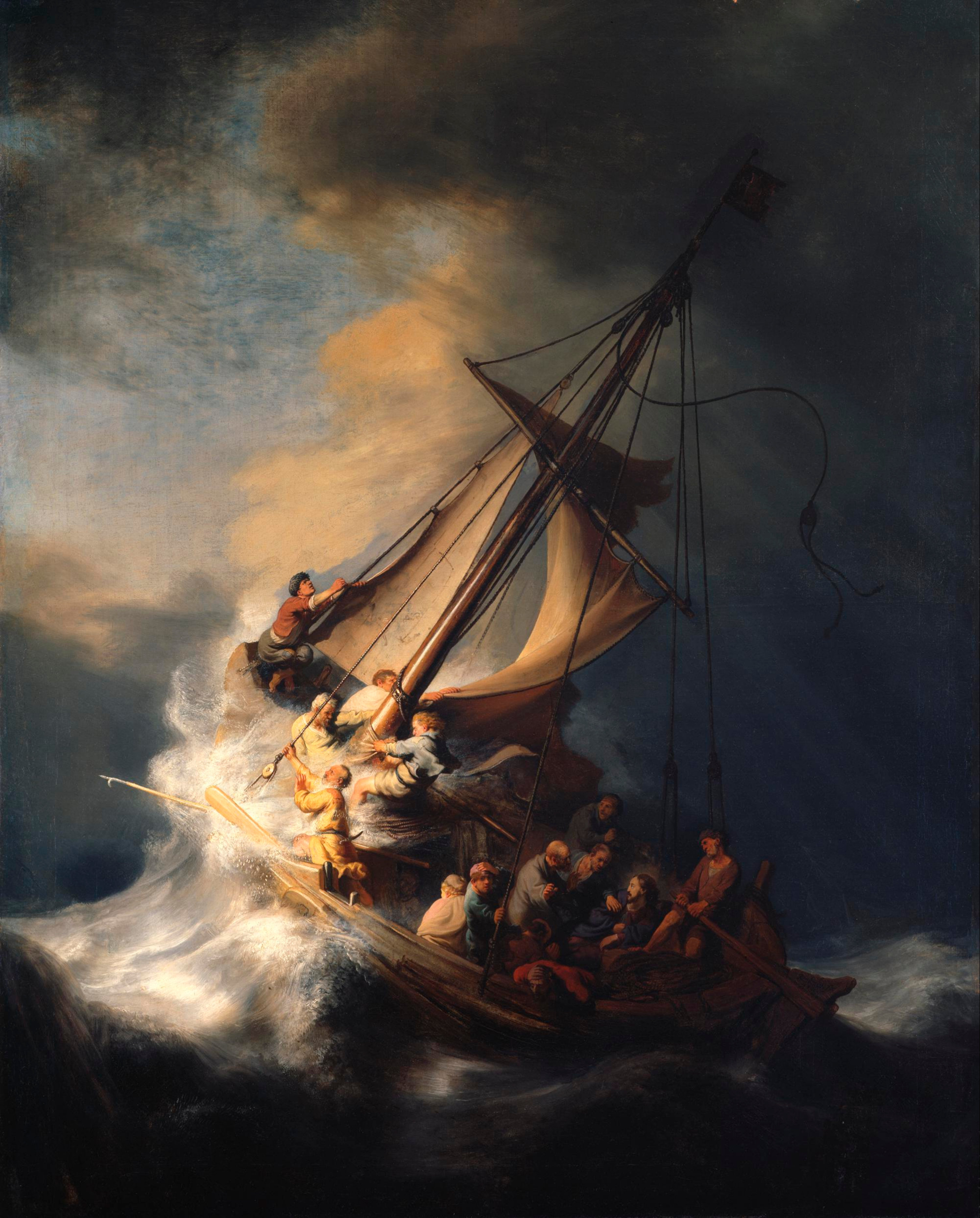
Cristo nella tempesta sul mare di Galilea, 1633. Olio su tela.

Gli esperti dell'inizio del XX secolo sostennero che Rembrandt avesse realizzato più di 600 dipinti, quasi 400 incisioni e circa 2.000 disegni. Studiosi di epoca successiva, dagli anni sessanta ad oggi (guidati dal Rembrandt Research Project), non senza discussioni, hanno ridotto il numero delle opere sicuramente a lui attribuibili a 300 dipinti. È probabile che nel corso della sua vita abbia in effetti realizzato più di 2.000 disegni, ma quelli sopravvissuti sono meno di quanto un tempo si fosse ritenuto. Eseguì molti autoritratti, quasi un centinaio tra cui 20 incisioni. Esaminati nell'insieme ci forniscono una visione eccezionalmente chiara dell'artista, del suo aspetto fisico e - più importante - della sua evoluzione psicologica, come ci rivela il volto segnato dagli anni delle ultime opere.
Tra le più importanti caratteristiche della sua arte ci sono l'uso del chiaroscuro e il sapiente e scenografico sfruttamento della luce e delle ombre derivato da Caravaggio, ma adattato per i suoi scopi personali, l'abilità di presentare i soggetti in modo teatrale e realistico senza il rigido formalismo spesso presente negli artisti suoi contemporanei ed un'evidente e profonda compassione per l'uomo, senza preoccuparsi della sua ricchezza o età.
Inserì spesso i suoi parenti più stretti - la moglie Saskia, il figlio Titus e la seconda compagna Hendrickje - nei suoi dipinti, molti dei quali a soggetto mitologico, biblico o storico, dando le loro sembianze ai personaggi principali.

## Periodi, temi, e stili

Ratto di Europa, 1632. Olio su tavola. L'opera è considerata «...un fulgido esempio delletà dell'oro della pittura barocca».

Durante il periodo che Rembrandt trascorse a Leida (1625-1631) l'influenza di Lastman su di lui fu molto evidente. I suoi dipinti sono di dimensioni piuttosto ridotte ma presentano una grande ricchezza di dettagli (ad esempio nella cura delle vesti e dei gioielli dei soggetti). Affronta principalmente temi religiosi ed allegorici. Nei suoi primi anni ad Amsterdam (1632-1636) iniziò a dipingere scene drammatiche tratte dalla Bibbia o dalla mitologia di grande formato e dai colori molto contrastati. Cominciò anche ad accettare di eseguire ritratti su commissione.
Verso la fine del decennio 1630 eseguì alcuni quadri e diverse stampe di argomento paesaggistico. Questi paesaggi spesso accentuavano la forza drammatica della natura, rappresentando alberi sradicati e cieli tetri e minacciosi. Dal 1640 il suo stile diventò meno esuberante ed adottò toni più sobri, come riflesso delle tragedie personali che stava vivendo. Le scene bibliche furono più frequentemente tratte dal Nuovo Testamento piuttosto che dall'Antico come invece aveva fatto fino a quel momento. Un'eccezione è rappresentata dall'enorme La ronda di notte, la sua opera di maggiori dimensioni, nonché la più vigorosa e d'impatto. I paesaggi furono sempre più spesso realizzati a stampa anziché dipinti: le oscure forze della natura cedettero il posto a tranquille scene rurali tratte dalla campagna olandese.
Nel decennio successivo lo stile di Rembrandt cambiò nuovamente: i suoi dipinti divennero di maggiori dimensioni, il colore si fece più ricco ed intenso ed i colpi di pennello più evidenti e pronunciati. Con questi cambiamenti Rembrandt prese le distanze dai suoi primi lavori e dalla moda del tempo che al contrario tendeva verso opere formalmente più curate e ricche di dettagli. Nel corso degli anni, pur continuando ad eseguire quadri ispirati a temi biblici, spostò la sua attenzione dalla scene di gruppo ad alta intensità drammatica a singole figure più delicate e simili a ritratti. Nei suoi ultimi anni Rembrandt dipinse i suoi autoritratti più riflessivi e introspettivi.

## Il nome e la firma

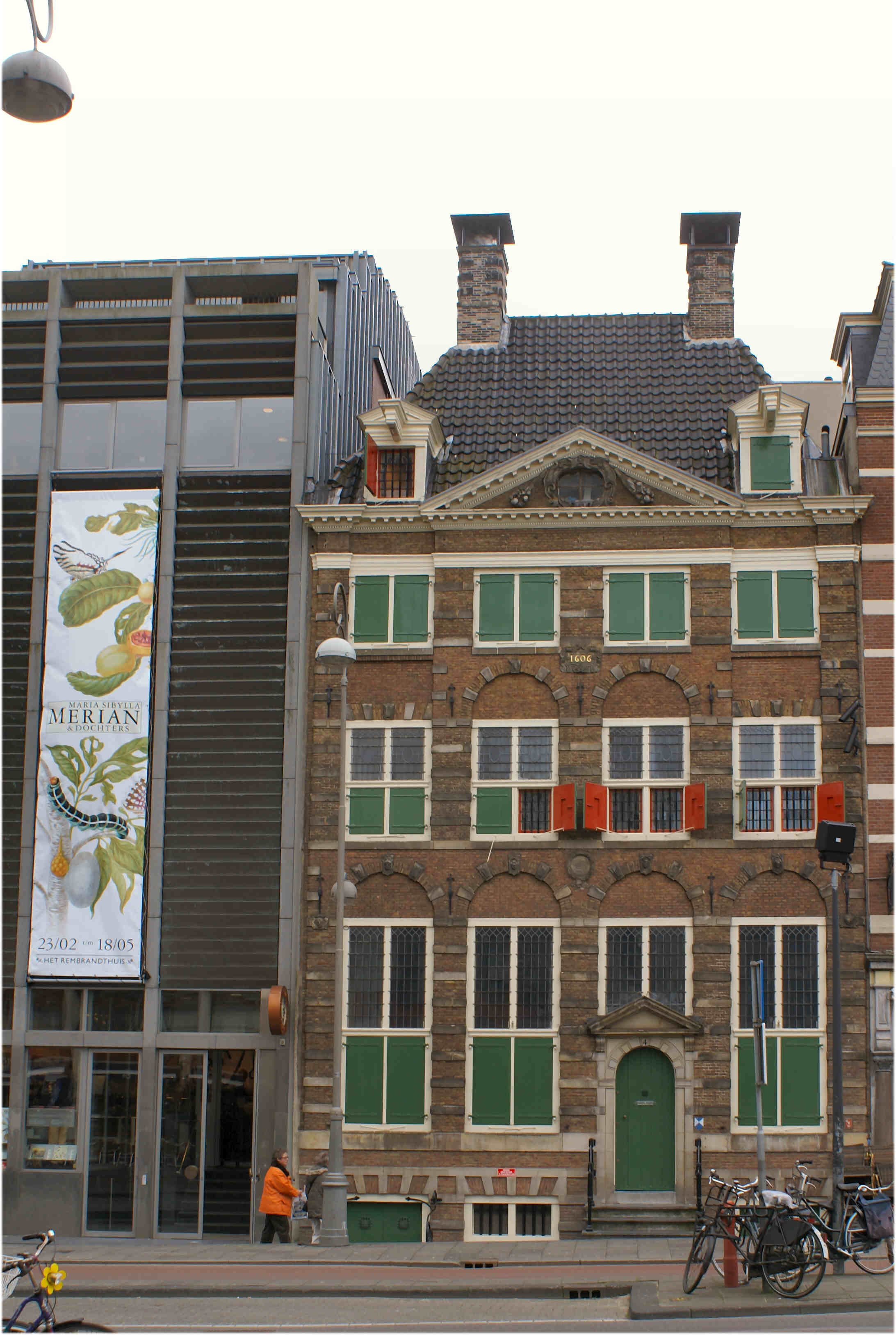
La casa di Rembrandt ad Amsterdam, ora trasformata nel museo Rembrandthuis

"Rembrandt" è una modifica fatta a posteriori del nome dell'artista che adottò a partire dal 1633. Le prime firme sui suoi lavori (1625 circa) consistevano nella sola iniziale "R", oppure nel monogramma "RH" (che stava per Rembrant Harmenszoon, ovvero "figlio di Harmen") e, a partire dal 1629, "RHL" (dove la "L" significava probabilmente Leida). Nel 1632 iniziò a firmare i quadri in questo modo, ma poi vi aggiunse il suo cognome ottenendo "RHL-van Rijn": sostituì però questo tipo di firma nello stesso anno ed iniziò ad usare il suo nome scritto nella forma originaria, "Rembrant". Nel 1633 aggiunse una "d", e da allora mantenne questa forma, dimostrando così che quel piccolo cambiamento aveva per lui un significato importante (di qualsiasi cosa si trattasse). Il cambiamento è di tipo puramente visivo; il modo in cui il nome viene pronunciato resta inalterato. Curiosamente, nonostante il gran numero di dipinti e stampe siglati con questa modifica, la maggior parte dei documenti che parlano di lui redatti nel corso della sua vita mantengono la forma originaria, "Rembrant".

## La teoria del difetto di vista
In un articolo pubblicato il 16 settembre 2004 sul New England Journal of Medicine, Margaret S. Livingstone, docente di neurobiologia della facoltà di medicina dell'Università di Harvard, suggerisce che Rembrandt, i cui occhi sembrano avere avuto un difetto nell'allineamento della vista, soffrisse di "perdita di stereopsi", una condizione in cui risulta difficile o impossibile percepire correttamente la profondità. La studiosa è giunta a questa conclusione osservando 36 autoritratti dell'artista. Dato che egli non possedeva una normale visione binoculare, il suo cervello automaticamente sceglieva di utilizzare un solo occhio per l'osservazione. Questa particolare disabilità potrebbe avergli fatto percepire come fossero piatte molte delle immagini che vedeva, agevolandolo poi nel trasferirle sulle bidimensionali tele. Secondo la Livingstone questo potrebbe essere stato un vantaggio per un grande pittore come lui perché "Gli insegnanti d'arte spesso dicono agli studenti di chiudere un occhio per percepire come piatto ciò che osservano. Perciò, la "perdita di stereopsi" potrebbe non essere un handicap - ma anzi rivelarsi un vantaggio - per alcuni artisti."
Questa teoria presenta però  aspetti criticabili perché tra le più grandi qualità di Rembrandt c'è l'abilità di riprodurre l'illusione del volume, la percezione del quale richiede una normale capacità di visione.
Victor Hugo, ne I Miserabili, nei capitoli dove mette in scena la battaglia di Waterloo, colloca Rembrandt tra i pittori che "hanno il caos nel pennello" aggiungendo, con intenti esemplificativi che, "per dipingere una battaglia, [...] Rembrandt vale meglio di van der Meulen".

## Le discussioni sull'attribuzione delle opere

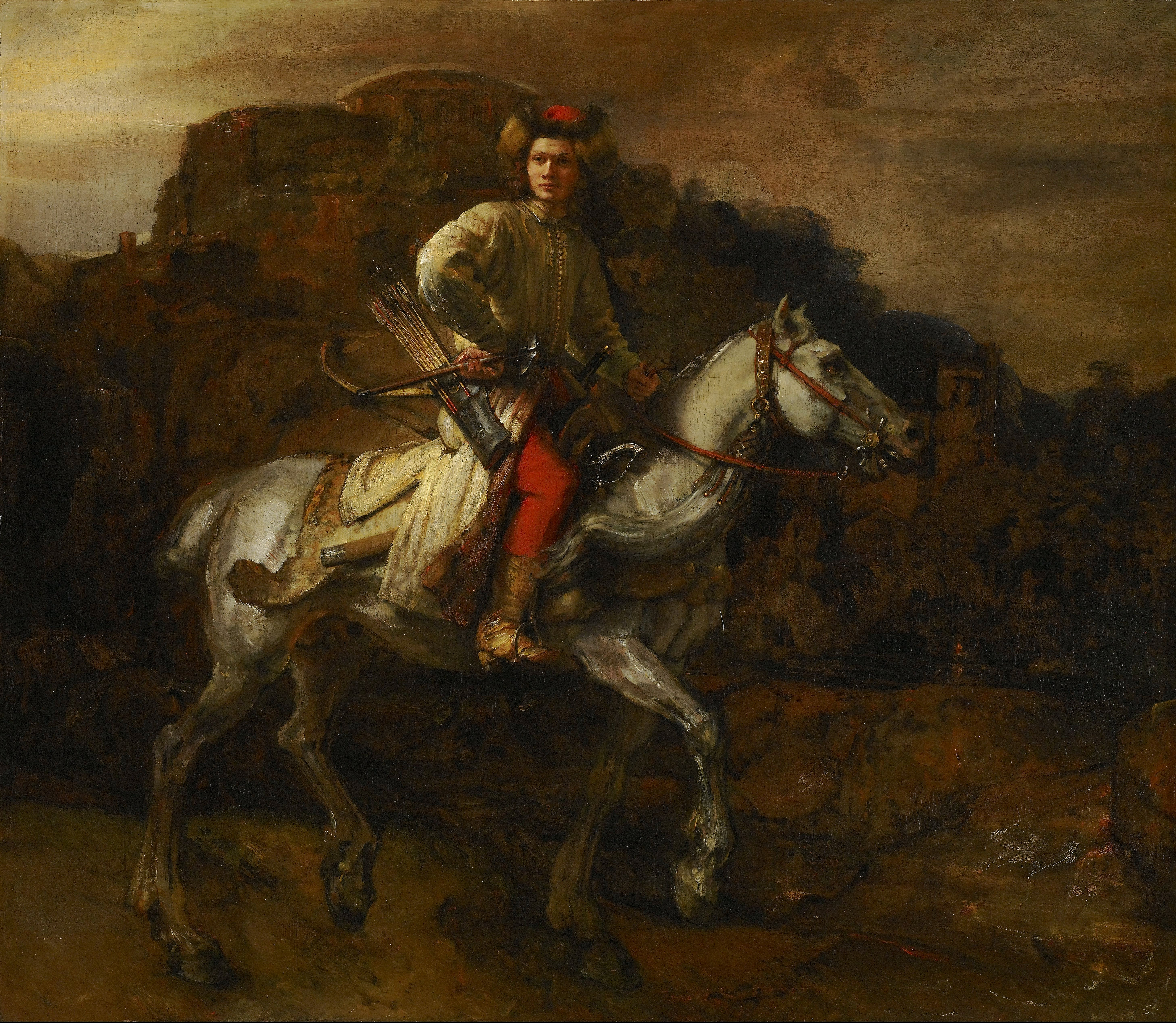
Il cavaliere polacco - Un Lisowczyk a cavallo. È oggetto di molte discussioni. È possibile che la persona ritratta sia il Gran Cancelliere di Lituania Marcjan Aleksander Ogiński (1632-1690)

Nel 1968, grazie al sostegno dell'Organizzazione olandese per il progresso della ricerca scientifica (NWO), è stato fondato il Rembrandt Research Project (RRP). Storici dell'arte ed esperti di altri campi sono stati riuniti per riaccertare l'autenticità delle opere attribuite a Rembrandt servendosi di tutti i metodi disponibili e per redigere un catalogo critico definitivo dei suoi dipinti. Sulla base delle loro scoperte, molti dipinti in precedenza attribuiti all'artista olandese sono stati ora rimossi dall'elenco. La maggior parte di questi ultimi sono ora considerati opera dei suoi allievi.
Un esempio di questo tipo di lavoro è rappresentato dal caso de Il cavaliere polacco, che fa parte della Collezione Frick di New York. La sua autenticità è stata posta in dubbio da anni da vari studiosi, tra i quali Julius Held. Molti, tra cui il dottor Josua Bruyn della Fondazione Rembrandt Research Project, attribuivano il dipinto ad uno dei più talentuosi allievi di Rembrandt, Willem Drost, del quale però si sa molto poco. Il Museo Frick invece, nonostante tutto, non aveva mai accettato di cambiarne l'attribuzione, e la targhetta descrittiva continuava a recitare "Rembrandt" e non "attribuito a" o "della bottega di". Pareri più recenti hanno sostenuto le posizioni del museo, come quelli di Simon Schama nel libro Rembrandt's Eyes del 1999 e dell'esperto del Rembrandt Project Ernst van de Wetering (Conferenza di Melbourne, 1997), che sostengono entrambi l'attribuzione al grande maestro. Altri esperti ancora osservano che l'esecuzione del quadro presenta delle differenze, e preferiscono attribuire a diverse mani diverse parti del quadro.
Un altro dipinto, Pilato che se ne lava le mani, è considerato di dubbia attribuzione. I pareri hanno preso vie considerevolmente diverse a partire dal 1905, quando Wilhelm von Bode lo descrisse come "un lavoro piuttosto anomalo" da parte di Rembrandt. La maggior parte degli studiosi a partire dagli anni quaranta lo hanno datato al decennio del 1660, attribuendolo ad un anonimo allievo. La composizione presenta dei tratti in comune con le opere della maturità di Rembrandt, ma l'effetto rembrandtesco resta superficiale e non riesce a trasmettere nulla che somigli alla capacità di dosare la luce e l'abilità nella composizione del maestro. A puro livello di ipotesi è stato proposto il nome del suo unico allievo conosciuto di quel periodo, Arent de Gelder.

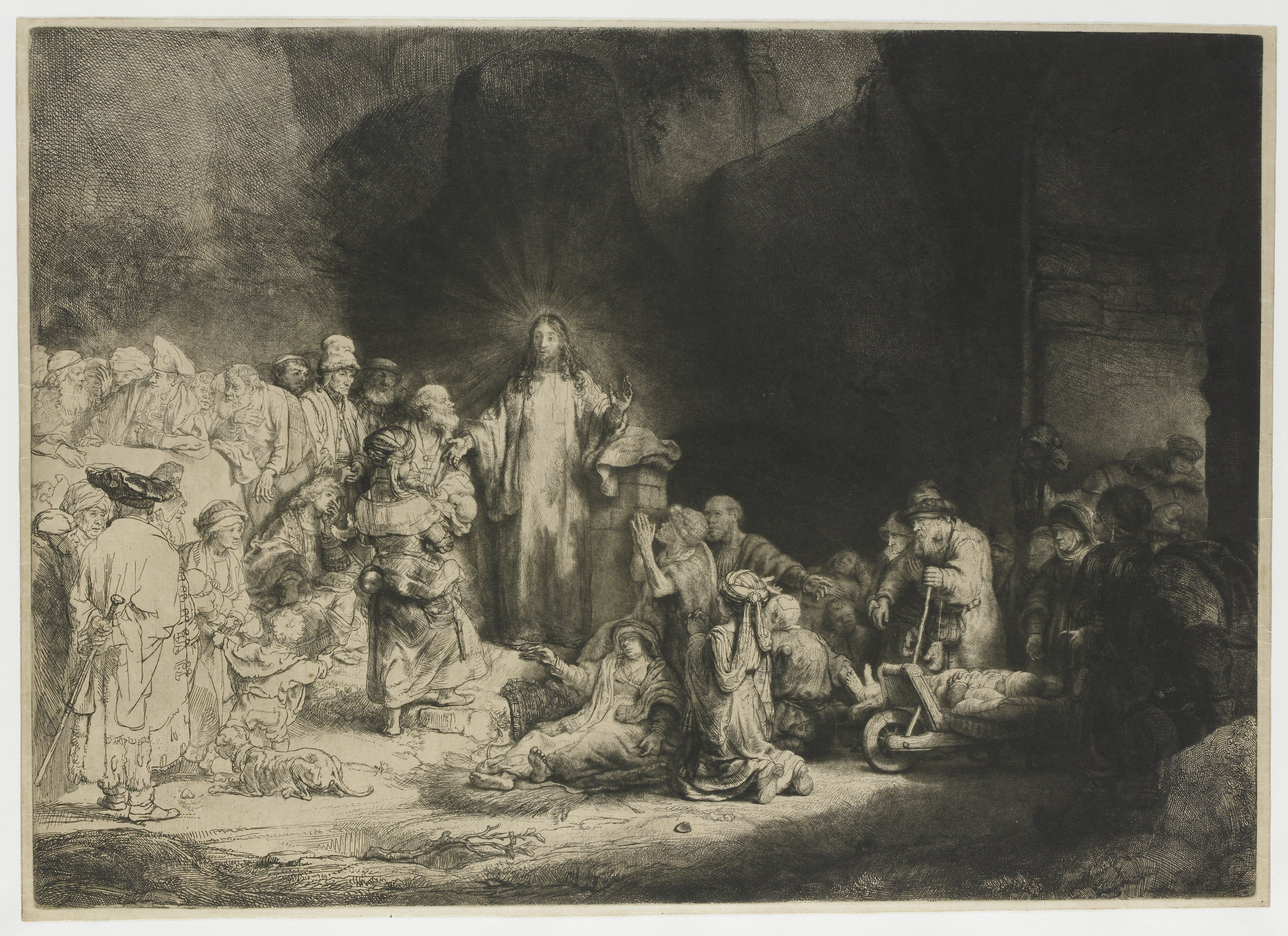
La Stampa da Cento Fiorini, c.1647-1649, incisione.

L'opera di attribuzione e ri-attribuzione è tuttora in corso. Nel 2005 quattro dipinti ad olio precedentemente attribuiti ai suoi allievi sono stati riclassificati come opera di Rembrandt stesso. Si tratta di: Studio di un vecchio di profilo e Studio di un vecchio con la barba appartenenti ad una collezione privata statunitense, e Studio di una donna che piange del Detroit Institute of Arts e Ritratto di un'anziana con la cuffia bianca, dipinto nel 1640.
Il metodo di lavoro che Rembrandt adottava nella propria bottega è uno dei fattori che maggiormente acuiscono le difficoltà nell'attribuzione dal momento che, come molti altri artisti prima di lui, incoraggiava i suoi studenti ad imitare i suoi dipinti, talvolta riservandosi la rifinitura o gli ultimi ritocchi, per poi venderli come originali o come copie autorizzate. Inoltre il suo stile si rivelò tutto sommato di facile imitazione per gli allievi più dotati. Altre complicazioni derivano dall'ineguale qualità di alcuni degli stessi lavori di Rembrandt e dalle sue frequenti evoluzioni stilistiche. È molto probabile che non si riuscirà mai a raggiungere un generale consenso su cosa sia e cosa non sia da considerarsi come genuina opera di Rembrandt.

## Filmografia su Rembrandt
- cortometraggio - Rembrandt di Bryan Foy (1925)
- lungometraggio - L'arte e gli amori di Rembrandt di Alexander Korda (1936)
- lungometraggio - Rembrandt di Gerard Rutten (1940)
- lungometraggio - Crepuscolo di gloria di Hans Steinhoff (1942)
- documentario - Rembrandt: A Self-Portrait di Morrie Roizman (1954)
- documentario - Rembrandt, schilder van de mens di Bert Haanstra (1957)
- film tv - Rembrandt della BBC (1971)
- lungometraggio - Rembrandt fecit 1669 di Jos Stelling (1977)
- film tv - La ronde de nuit di Gabriel Axel (1978)
- documentario - Le retour du fils prodigue di Marcel Teulade (1982)
- documentario - Rembrandt, His Life, His Times, His Work di Robert J. Emery (1989)
- cortometraggio - 'R': Rembrandt di Ken McMullen (1992)
- documentario - Rembrands en zijn meesterlijcke streken di Frank Alsema (1997)
- lungometraggio - Rembrandt di Charles Matton (1999)
- film tv - Rembrandt: Fathers & Sons di David Devine (1999)
- documentario - The Dutch Masters: Rembrandt di Bob Carruthers, Ronald Davis e Dennis Hedlund (2000)
- cortometraggio d'animazione - Rembrandt Harmenszoon van Rijn: 81 Self Portraits di Dane Picard (2004)
- lungometraggio - Nightwatching di Peter Greenaway (2007)
- documentario - Rembrandt dalla National Gallery di Londra e dal Rijksmuseum di Amsterdam di Kat Mansoor (2014)

## Le opere più famose
- L'allegoria della vista  (1624 circa), Olio su tavola di quercia, Stedelijk Museum De Lakenhal, Leida
- La lapidazione di santo Stefano  (1625), Olio su tavola, Musée des Beaux-Arts, Lione
- Concerto di musici in costume (1626), Olio su tavola in legno, Rijksmuseum, Amsterdam
- Cristo che caccia i cambiavalute dal tempio  (1626 circa), Olio su tavola, Museo Puškin, Mosca
- Il battesimo dell'eunuco  (1626), Olio su tavola di quercia, Museum Catharijneconvent, Utrecht
- Tobi accusa la moglie del furto del capretto  (1626), Olio su tavola, Rijksmuseum, Amsterdam
- Balaam e l'asina  (1626), Olio su tavola, Museo Cognacq-Jay, Parigi
- Sansone e Dalila  (1626-1627), Olio su tavola di quercia, Rijksmuseum, Amsterdam
- Fuga in Egitto (1627), olio su tela, Musée des Beaux-Arts, Tours
- Davide presenta la testa di Golia al re Saul  (1627), Olio su tavola, Kunstmuseum Basel, Basilea
- Parabola del ricco  (1627), Olio su tavola di quercia, Staatliche Museen, Berlino
- L'apostolo Paolo in prigione  (1627), Olio su tavola di quercia, Staatsgalerie, Stoccarda
- Busto di uomo anziano con turbante  (1627-1628), Olio su tavola di quercia, The Kremer Collection
- Due studiosi che discutono  (1628), Olio su tavola, National Gallery of Victoria, Melbourne
- Autoritratto con capelli scompigliati (1628 circa), Olio su tela, Rijksmuseum, Amsterdam
- Interno con figure  (1628 circa), Olio su tavola di quercia, National Gallery of Ireland, Dublino
- Sansone e Dalila  (1628), Olio su tavola di quercia, Staatliche Museen, Berlino
- Simeone e Anna riconoscono in Gesù il Salvatore  (1628 circa), Olio su tavola in legno, Hamburger Kunsthalle, Amburgo
- Giuda restituisce i trenta denari  (1629), Olio su tavola, Mulgrave Castle, Lythe, Yorkshire
- Il pittore nello studio (1629 circa), Olio su tela, Museum of Fine Arts, Boston
- Un uomo sorridente  (1629 circa), Olio su rame, Mauritshuis, L'Aia
- Autoritratto  (1629), Olio su tavola, Alte Pinakothek Monaco
- Andromeda (1629 circa), Olio su tavola, Mauritshuis, L'Aia
- Autoritratto  (1629 circa), Olio su tavola in legno, Indianapolis Museum of Art, Indianapolis
- Autoritratto con colletto di pizzo  (1629 circa), Olio su tavola, Mauritshuis, L'Aia
- Autoritratto con gorgiera  (1629), Olio su tavola, Staatliche Kunstsammlungen, Kassel
- Una donna anziana: la madre dell'artista  (1629 circa), Olio su tavola, Windsor, Royal Collection
- Cena in Emmaus  (1629 circa), Olio su carta, Museo Jacquemart-André, Parigi
- San Paolo alla sua scrivania  (1629-1630), Olio su tavola in legno, Germanisches Nationalmuseum, Norimberga
- Donna anziana in preghiera  (1629-1639), Olio su rame, Residenzgalerie, Salisburgo
- Resurrezione di Lazzaro  (1630 circa), Olio su tavola, Los Angeles County Museum of Art, Los Angeles
- Autoritratto  (1630 circa), Olio su tavola, Walker Art Gallery, Liverpool
- Busto di anziano con un cappello di pelliccia  (1630), Olio su rame, Tiroler Landesmuseum Ferdinandeum, Innsbruck
- Geremia lamenta la distruzione di Gerusalemme (1630), Olio su tavola, Rijksmuseum, Amsterdam
- La profetessa Anna (La madre di Rembrandt)  (1631), Olio su tavola, Rijksmuseum, Amsterdam
- Ritratto di Nicolaes Ruts (1631), Olio su tavola in mogano, Collezione Frick, New York
- Uomo anziano con cappello nero e gorgiera (1631), Olio su tavola, Art Institute, Chicago
- Uno studioso  (1631), Olio su tela, Ermitage, San Pietroburgo
- Studioso leggente  (1631), Olio su tavola, Nationalmuseum, Stoccolma
- Presentazione di Gesù al Tempio (1631), Olio su tavola, Mauritshuis, L'Aia
- San Pietro in prigione (1631), Olio su tavola, Israel Museum, Gerusalemme
- Minerva  (1631), Olio su tavola di quercia, Staatliche Museen, Berlino
- Cristo sulla croce  (1631), Olio su tela trasferita su tavola, Collégial Saint Vincent, Le Mas-d'Agenais
- Autoritratto in costume orientale con barboncino  (1631-1633), Olio su tavola, Musée du Petit Palais, Parigi
- Ratto di Proserpina  (1632 circa), Olio su tavola di quercia, Staatliche Museen, Berlino
- Lezione di anatomia del dottor Tulp (1632), Olio su tela, Mauritshuis, L'Aia
- Ritratto di Aeltje Pietersdr. Uylenburgh  (1632), Olio su tavola, Collezione privata
- Fanciulla con ventaglio  (1632), Olio su tela, Nationalmuseum, Stoccolma
- Maurits Huygens, segretario del Consiglio di Stato  (1632), Olio su tavola, Hamburger Kunsthalle, Amburgo
- Ritratto dell'artista Jacob de Gheyn  (1632), Olio su tavola, Dulwich Picture Gallery, Londra
- Ritratto di uomo  (1632), Olio su tavola in legno, Metropolitan Museum of Art, New York
- Nobile orientale (il nobile slavo) (1632), Olio su tela, Metropolitan Museum of Art, New York
- Ritratto di uomo  (1632), Olio su tela, Metropolitan Museum of Art, New York
- Ritratto di donna (1632), Olio su tela, Metropolitan Museum of Art, New York
- Uomo che affila una penna  (1632), Olio su tela, Staatliche Kunstsammlungen, Kassel
- Ritratto di giovane donna  (1632), Olio su tela, Akademie der bildenden Künste, Vienna
- Amalia van Solms, moglie di Stadholder Frederik Hendrik  (1632 circa), Olio su tavola, Musée Jacquemart-André, Parigi
- Ritratto di Joris de Caullery  (1632 circa), Olio su tela, Fine Arts Museum, San Francisco
- Fanciulla con mantello decorato in oro  (1632), Olio su tavola ovale, The Leiden Collection, New York
- Filosofo in meditazione (1632), Olio su tela, Museo del Louvre, Parigi
- Il rapimento di Europa  (1632), Olio su tavola, J. Paul Getty Museum, Los Angeles
- Bellona  (1633), Olio su tela, Metropolitan Museum of Art, New York
- Ester si prepara all'udienza di Assuero  (1633 circa), Olio su tela, National Gallery of Canada, Ottawa
- Giuseppe racconta i suoi sogni ai genitori e ai fratelli  (1633 circa), Olio su cartone, Rijksmuseum, Amsterdam
- Jan Rijcksen e sua moglie, Griet Jans  (1633), Olio su tela, Royal Collection, Londra
- Jan Pietersz. Bruyningh e sua moglie Hillegont Pietersdr. Moutmaker  (1633), Olio su tela, ubicazione sconosciuta, rubato nel 1990 dall'Isabella Stewart Gardner Museum, Boston
- Ritratto di donna  (1633), Olio su tavola in legno, Metropolitan Museum of Art, New York
- Ritratto di uomo che si alza da una sedia  (1633), Olio su tela, Taft Museum of Art, Cincinnati
- Ritratto di fanciulla con ventaglio (1633), Olio su tela, Metropolitan Museum of Art, New York
- Ritratto della giovane Saskia  (1633), Olio su tavola di quercia, Staatliche Kunstslammlungen, Dresda
- Ritratto di Johannes Wtenbogaert  (1633), Olio su tela, Rijksmuseum, Amsterdam
- Cristo nella tempesta sul mare di Galilea (1633), Olio su tela, ubicazione sconosciuta, rubato nel 1990 dall'Isabella Stewart Gardner Museum, Boston
- L'erezione della croce  (1633 circa), Olio su tela, Alte Pinakothek, Monaco di Baviera
- Deposizione dalla croce (1633 circa), Alte Pinakothek, Monaco di Baviera
- Ritratto di uomo con costume orientale  (1633), Olio su tavola in legno, Alte Pinakothek, Monaco di Baviera
- Ritratto di Saskia Uylenburgh  (1633), Olio su tavola, Rijksmuseum, Amsterdam
- Ritratto del drammaturgo Jan Hermansz. Krul (1633), Olio su tela, Staatliche Kunstsammlungen, Kassel
- Autoritratto con berretto e catena d'oro  (1633), Olio su tavola in legno, Musée du Louvre, Parigi
- Ritratto di Haesje Jacobsdr. van Cleyburg  (1634), Olio su tavola, Rijksmuseum, Amsterdam
- Ritratto di Dirck Jansz. Pesser  (1634), Olio su tavola, Los Angeles County Museum of Art, Los Angeles
- Cupido con la bolla di sapone  (1634), Olio su tela, Liechtenstein Museum, Vienna
- Ritratto di Marten Soolmans  (1634), Olio su tela, Collezione privata
- Ritratto di Oopjen Coppit, moglie di Marten Soolmans  (1634), Olio su tela, Collezione privata
- Autoritratto  (1634), Olio su tavola, Collezione privata
- Incredulità di san Tommaso  (1634), Olio su tavola di quercia, Museo Puškin, Mosca
- Bagno di Diana e storie di Atteone e Callisto (1634), Olio su tela, Museum Wasserburg, Anholt
- Discesa dalla croce  (1634), Olio su tela, Museo dell'Ermitage, San Pietroburgo
- Predica di san Giovanni Battista  (1634 circa), Olio su tela fissata su tavola, Staatliche Museen, Berlino
- Saskia in veste di Flora (1634), Olio su tela trasferita su nuova tela, Museo dell'Ermitage, San Pietroburgo
- Ritratto di Saskia con cappello (1634 circa, modificato nel 1642), Olio su tavola in legno, Staatliche Kunstsammlungen, Kassel
- Artemisia riceve le ceneri di Mausoleo (Sofonisba riceve la coppa avvelenata) (1634), Olio su tavola, Museo del Prado, Madrid
- Autoritratto giovanile (1634), Olio su tavola in legno, Galleria degli Uffizi, Firenze
- Autoritratto con berretto di velluto e mantello in pelliccia  (1634), Olio su tavola di quercia, Staatliche Museen, Berlino
- Autoritratto con gorgiera ed elmo  (1634), Olio su tavola, Staatliche Kunstsammlungen, Kassel
- Sacra Famiglia (1635 circa), Alte Pinakothek, Monaco di Baviera
- Ratto di Ganimede (1635), Gemäldegalerie Alte Meister, Dresda
- Sacrificio di Isacco (1635), Museo dell'Ermitage, San Pietroburgo
- Saskia in veste di Flora (1635 circa), National Gallery, Londra
- Danae (1636 con rimaneggiamenti successivi), Museo dell'Ermitage, San Pietroburgo
- Il festino di Baltassar (1636 circa), National Gallery, Londra
- L'allegra coppia (Il figliol prodigo dilapida la sua eredità) (1636 circa), Gemäldegalerie Alte Meister, Dresda
- Bambina con pavoni morti (1636 circa), Rijksmuseum, Amsterdam
- Ritratto d'uomo in costume di nobile polacco  cm. 97 x 66,5 (1637), National Gallery of Art, Washington.
- Ritratto di Maria Trip (1639) Rijksmuseum, Amsterdam
- Autoritratto con camicia ricamata (1640), National Gallery, Londra
- Ritratto di Agatha Bas (1641), Buckingham Palace, Londra
- Ritratto di Cornelis Claeszoon Anslo e di sua moglie Aaltje Schouten (1641), Staatliche Museen, Berlino
- Ritratto di Saskia con un fiore (1641), Gemäldegalerie Alte Meister, Dresda
- La ronda di notte (1642), Rijksmuseum, Amsterdam
- La concordia dello stato (1642), Museo Boijmans Van Beuningen, Rotterdam
- Cristo e l'adultera (1644), National Gallery, Londra
- Sacra Famiglia con angeli (1645), Museo dell'Ermitage, San Pietroburgo
- Giovane donna a letto (1645 circa), National Gallery of Scotland, Edimburgo
- Susanna e i vecchioni  (1647), Gemäldegalerie, Berlino
- Aristotele contempla il busto di Omero (1653), Metropolitan Museum of Art, New York
- Giovane donna al bagno in un ruscello (1654), National Gallery, Londra
- Ritratto di Jan Six (1654), Collezione Six, Amsterdam
- Betsabea con la lettera di David (1654), Museo del Louvre, Parigi
- Hendrickje in veste di Flora (1654 circa), Metropolitan Museum of Art, New York
- Il cavaliere polacco (1655), Collezione Frick, New York
- Alessandro Magno o Atena, Museu Calouste Gulbenkian, Lisbona
- Bue macellato (1655), Museo del Louvre, Parigi
- Lezione di anatomia del dottor Deijman (1656), Rijksmuseum, Amsterdam
- Ritratto di donna con ventaglio di piume di struzzo (1656-1658), National Gallery of Art, Washington
- Autoritratto con bastone (1658), Collezione Frick, New York
- Mosè con le tavole della legge (1659), Staatliche Museen, Berlino
- L'attesa di Tobi e Anna (1659)
- Filemone e Bauci visitati da Giove e Mercurio (1659), National Gallery of Art, Washington
- Negazione di Pietro (1660), Rijksmuseum, Amsterdam
- San Matteo e l'angelo (1661), Louvre-Lens, Lens
- Congiura di Giulio Civile (Giuramento dei Batavi) (1661-1662), Nationalmuseum, Stoccolma
- I sindaci dei drappieri (1662), Rijksmuseum, Amsterdam
- Suicidio di Lucrezia (1664), National Gallery of Art, Washington
- Autoritratto con tavolozza e pennelli (1665 circa), Iveagh Bequest Kenwood House, Londra
- La sposa ebrea (Isacco e Rebecca) (1666 circa), Rijksmuseum, Amsterdam
- Ritorno del figliol prodigo (1669 circa), Museo dell'Ermitage, San Pietroburgo
- Ritratto di famiglia (1668 circa), Herzog Anton Ulrich-Museum, Braunschweig

## Bibliografia

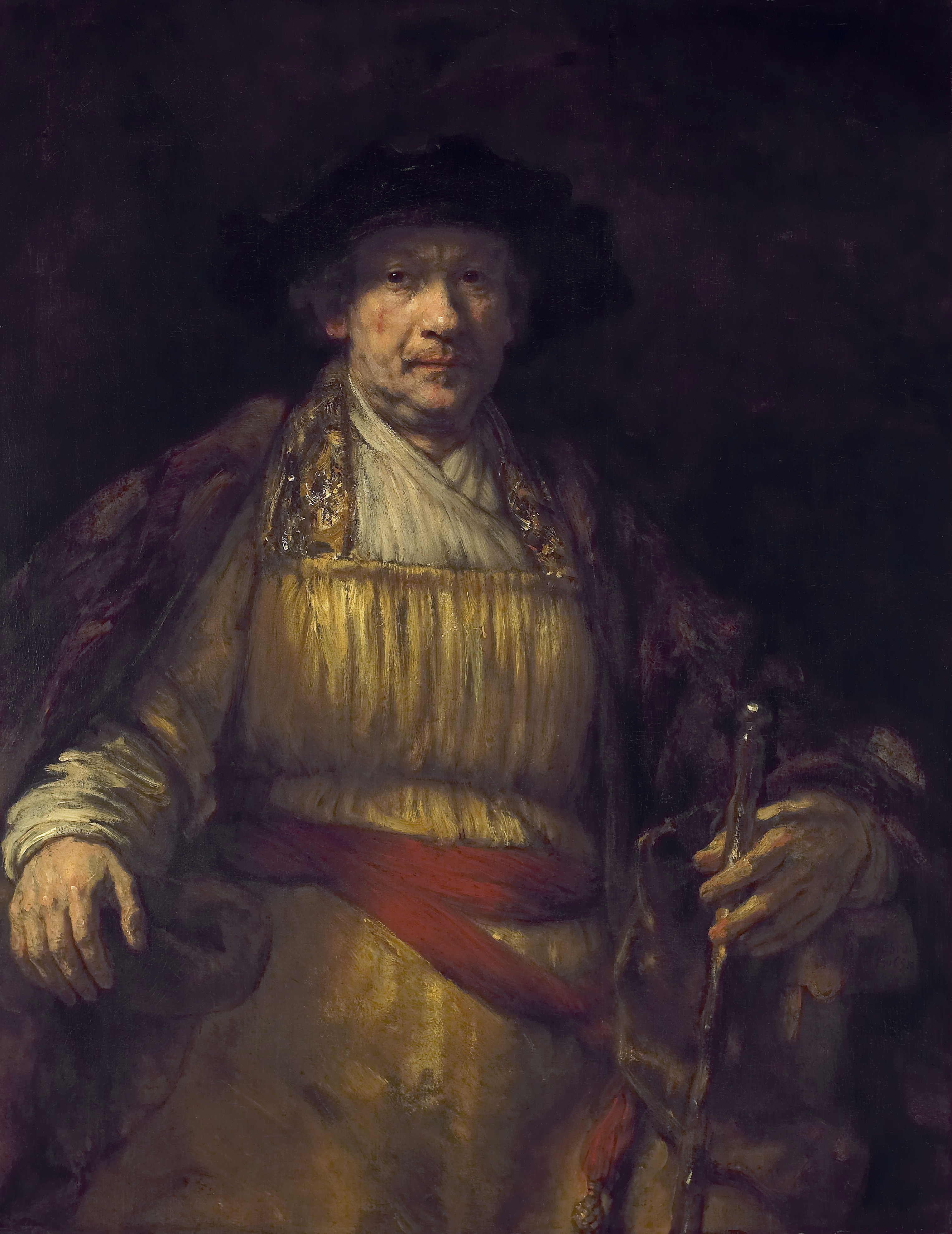
Autoritratto, 1658. Olio su tela.

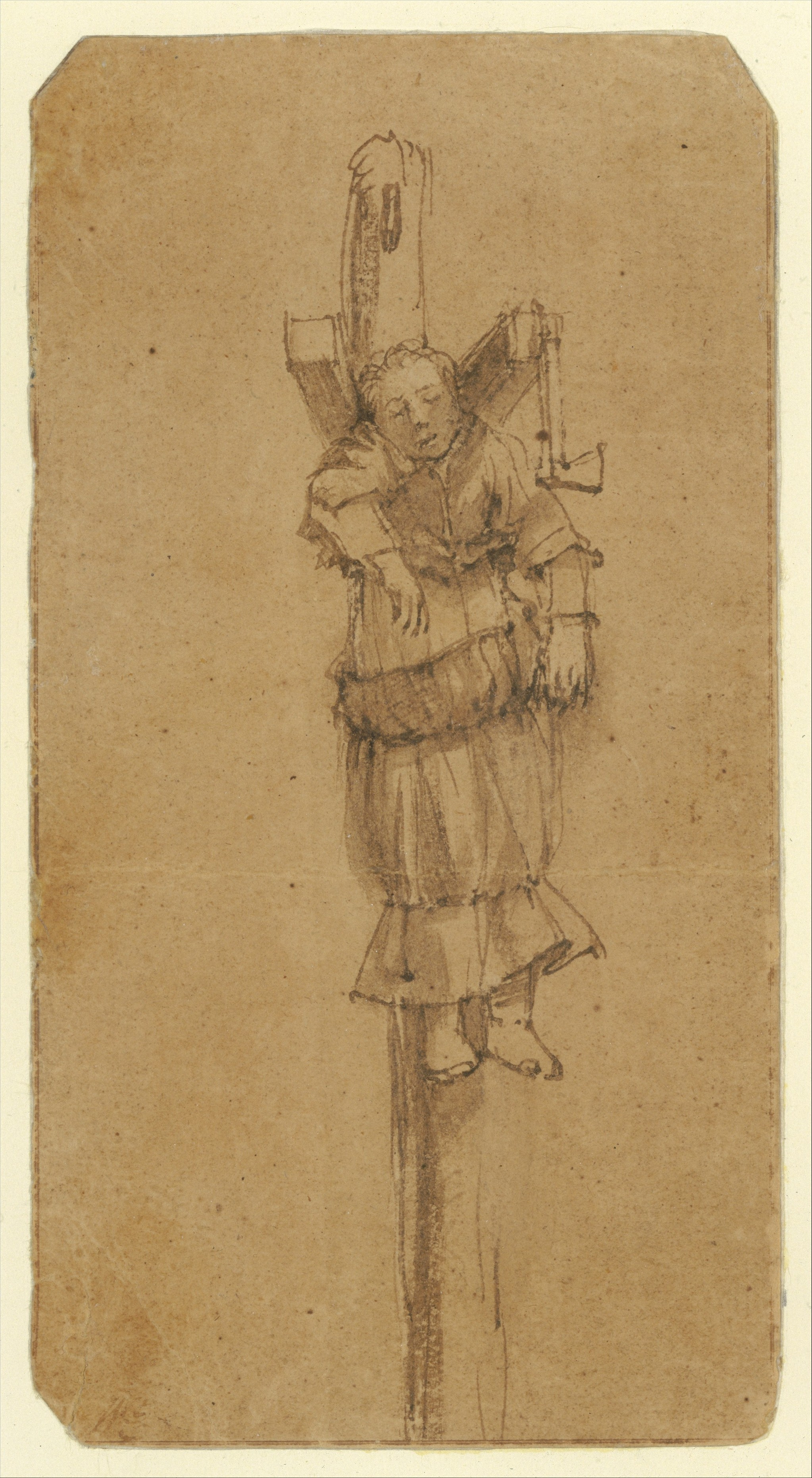
Elsje Christiaens, opera di Rembrandt alla quale si ispirata Margriet de Moor per il suo romanzo Il pittore e la ragazza